# Passo Brocon
Der Passo Brocon (manchmal fälschlicherweise Broccon genannt) ist ein 1616 m s.l.m. hoher Alpenpass im östlichen Trentino und verbindet das Tal des Vanoi mit der Hochebene des Tesino.

## Lage
Der durchgehend asphaltierte Pass befindet sich auf dem Gemeindegebiet von Castello Tesino, das er mit Canal San Bovo verbindet. Auf der Passhöhe befindet sich ein Kriegerdenkmal und ein Gasthof.
Von der Passhöhe zweigt eine Schotterpiste „alte Südrampe“ zum südöstlich gelegenen Lamon ab, besonders im oberen Bereich sind einige Kehren vorhanden. Etwas westlich der Passhöhe zweigt eine schmale Straße ab, die westlich der Hauptstraße nach Pieve Tesino führt.

## Name
Der Name Brocon leitet sich her von der Schneeheide (Erica carnea), volkstümlich brocon genannt. In der Nähe der Passhöhe wurde ein Naturlehrpfad angelegt (der Trodo dei fiori), bei dessen Begehung man die hochalpine Flora der Lagorai-Kette erleben kann.

## Geschichte
Infolge des Krieges von 1866 verlor Österreich-Ungarn das zuvor österreichische Venetien an Italien. Wer nun vom Rollepass kam und ins Valsugana wollte, musste nunmehr einige Kilometer über italienisches Territorium reisen. Besonders das österreichische Militär fand diesen Zustand untragbar und forderte bald den Bau einer Straße von Imer über Canal San Bovo und den Broc(c)onesattel nach Castello Tesino, die einige Kilometer vor der Grenze ausschließlich auf österreichischem Territorium verlaufen sollte. Es dauerte noch gut vier Jahrzehnte, bis dann 1907 mit dem Bau der 45 km langen Straße begonnen wurde, die Fertigstellung erfolgte 1909. Der Bau dieser Straße und ihre anfängliche Nutzung, die vor allem militärstrategischen Interessen diente, kosteten seinerzeit 2,5 Mio. Kronen.
Doch schon 1918, neun Jahre nach ihrer Fertigstellung, verlor die Straße infolge des veränderten Grenzverlaufes über Nacht an Bedeutung, als das gesamte ehemals österreichische Südtirol zu Italien kam. Sie wird heute faktisch nur noch von den Anwohnern benutzt und von einigen wenigen Touristen besucht.

## Radsport
Am 22. Mai 2024 endete hier nach 159 Kilometern und 4.200 Höhenmetern im Anstieg die in Wolkenstein in Gröden gestartete 17. Etappe des 107. Giro d’Italia mit dem Sieg des Deutschen Georg Steinhauser.